# Діксон (Монтана)
Діксон (англ. Dixon) — переписна місцевість (CDP) в США, в окрузі Сендерс штату Монтана. Населення — 221 особа (2020).

## Географія
Діксон розташований за координатами 47°19′4″ пн. ш. 114°21′36″ зх. д. / 47.31778° пн. ш. 114.36000° зх. д. (47.317843, -114.359986).  За даними Бюро перепису населення США в 2010 році переписна місцевість мала площу 17,88 км², з яких 17,17 км² — суходіл та 0,71 км² — водойми.

## Демографія
Згідно з переписом 2010 року, у переписній місцевості мешкали 203 особи в 83 домогосподарствах у складі 53 родин. Густота населення становила 11 особа/км².  Було 98 помешкань (5/км²).
Расовий склад населення:
| - 69,0 % — білих - 20,2 % — корінних американців |

До двох чи більше рас належало 10,3 %. Частка іспаномовних становила 3,9 % від усіх жителів.
За віковим діапазоном населення розподілялося таким чином: 26,6 % — особи молодші 18 років, 58,6 % — особи у віці 18—64 років, 14,8 % — особи у віці 65 років та старші. Медіана віку мешканця становила 44,8 року. На 100 осіб жіночої статі у переписній місцевості припадало 88,0 чоловіків;  на 100 жінок у віці від 18 років та старших — 93,5 чоловіків також старших 18 років.
Середній дохід на одне домашнє господарство  становив 34 185 доларів США (медіана — 25 000), а середній дохід на одну сім'ю — 41 820 доларів (медіана — 31 500). Медіана доходів становила 37 250 доларів для чоловіків та 23 750 доларів для жінок. За межею бідності перебувало 35,3 % осіб, у тому числі 53,3 % дітей у віці до 18 років та 11,5 % осіб у віці 65 років та старших.
Цивільне працевлаштоване населення становило 87 осіб. Основні галузі зайнятості: освіта, охорона здоров'я та соціальна допомога — 28,7 %, сільське господарство, лісництво, риболовля — 28,7 %, публічна адміністрація — 9,2 %, мистецтво, розваги та відпочинок — 8,0 %.